# Heinrich Wilhelm Ferdinand Wackenroder
Heinrich Wilhelm Ferdinand Wackenroder, född den 8 mars 1798 i Burgdorf, Hannover, död den 4 september 1854 i Jena, var en tysk kemist.

## Biografi
Han tog doktorsexamen vid Friedrich-Alexander-Universität Erlangen-Nürnberg och blev biträdande professor följande år vid Friedrich-Schiller-Universität Jena där han arbetade tillsammans med Johann Wolfgang Döbereiner (1780-1849). Han blev professor i kemi och farmakologi 1836, tog ledningen över det farmaceutiska Institutet och hade kontakter med Goethe. Under en period var han apoteksinspektör i Sachsen-Weimar-Eisenach. Han gifte sig 1834 med Louise Luden, som var dotter till historikern Heinrich Luden, och när parets gemensamma dotter Henriette dog 1854 insjuknade Wackenroder och dog den 4 september samma år.
Wackenroder isolerade 1826 corydalin från hålnunneört, karoten 1831 från morötter. och 1845 upptäckte han "Wackenroders lösning", som består av polytionsyror (H2SnO6, n>2)

## Skrifter
- Chemische Tabellen zur Analyse der unorganischen Körper (1829)
- Synoptische Tabellen über die chemischen Verbindungen erster Ordnung (1830)
- Ausführliche Charakteristik der wichtigsten Stickstoffreihen organischer Säuren (1841)
- Chemische Klassifikation der einfachen und zusammengesetzten Körper und die wichtigsten Verbindungen derselben (1851)